# Condado de Isiolo
El condado de Isiolo es un condado de Kenia.
Se sitúa en el centro del país, atravesado por el río Lagh Dera. Su capital es Isiolo. La población total del condado es de 143 294 habitantes según el censo de 2009.
El condado se compone principalmente de áreas despobladas, debido al carácter árido del territorio en el que se halla.

## Localización
El condado de Isiolo tiene los siguientes límites:
| Noroeste: Condado de Samburu | Norte: Condado de Marsabit | Noreste: Condado de Wajir   |
| Oeste: Condado de Laikipia   |                            | Este: Condado de Wajir      |
| Suroeste: Condado de Meru    | Sur: Condado del Río Tana  | Sureste: Condado de Garissa |

## Transportes
Por el oeste del condado pasa la carretera A2, que une Nairobi con Etiopía pasando por Isiolo y Archers Post. En el sureste, la principal carretera es la B9, que une Isiolo con Mandera pasando por Wajir.